# Matilde de Chaworth
Matilde de Chaworth (2 de febrero de 1282 – 3 de diciembre de 1322) fue una noble inglesa. Como única hija de Patrick de Chaworth, era una rica heredera. En algún momento anterior al 2 de marzo de 1287, se casó con Enrique, III conde de Lancaster.

## Padres
Maud era hija de Sir Patrick de Chaworth, barón Kidwelly, e Isabella de Beauchamp, hija de William de Beauchamp, IX conde de Warwick. Su padre falleció el 7 de julio de 1283. Los Chaworth provenían del castillo de Chaources, ahora Sourches, perteneciente al Condado de Maine durante el Imperio angevino. Tres años después de la muerte de su padre, en 1286, Isabella de Beauchamp se casó con Hugo Despenser el Viejo. Dieron a Maud dos hermanos y cuatro hermanas, entre ellos, Hugo Despenser el Joven. Isabella murió en 1306.

## Infancia
Matilde tenía un año cuando su padre murió y le dejó una rica herencia. La reina Leonor de Castilla tomó a Maud bajo su cuidado. A la muerte de la reina en 1290, Matilde pasó a depender del esposo de su protectora, Eduardo I de Inglaterra. El 30 de diciembre de 1292, este puso el futuro matrimonial de Matilde en manos de su hermano Edmundo, I conde de Lancaster.Edmundo, conde de Lancaster y Leicester, era hijo de Leonor de Provenza y Enrique III de Inglaterra. Era viudo de Aveline de Forez y, desde el 3 de febrero de 1276,  estaba casado con Blanca de Artois, suegra y pariente de Felipe IV de Francia. Con Blanca tuvo cuatro hijos, incluyendo el futuro marido de Matilde.

## Matrimonio y asunto
Edmundo comprometió a Matilde con su hijo Enrique, quien se convertiría en el III conde de Lancaster.  Nació entre a 1280 y 1281, siendo un poco mayor que Matilde. Se casaron antes del 2 de marzo de 1297.
Con el matrimonio, Enrique obtuvo el control sobre las propiedades de los Chaworth. Entre ellas destacaban las de Hampshire, Glamorgan, Wiltshire, y Carmarthenshire.a emparentado con las casas reales de Inglaterra, Francia y Navarra. Era primo del rey Eduardo II y de su esposa, Isabel. También era el hermano menor y heredero de Tomás, II conde de Lancaster.
Matilde usó los títulos de condesa de Leicester y Lancaster, aunque jamás ostentó ninguno. Murió en 1322, dos años antes de que se marido recibiera el condado de Leicester y cinco antes de que obtuviera el de Lancaster. Henry permaneció viudo hasta su muerte, el 26 de octubre de 1345. Tuvieron siete hijos:
- Enrique (* Castillo de Grosmont, 1301 – † Leicester, 24.3.1361), sucesor de su padre en los condados de Láncaster y Leicester, posteriormente fue nombrado duque de Láncaster en 1351.[3]

- Blanca (* 1305 – † 1380), casada con Lord Tomás Wake († 1349).

- Matilde (* 1310 – † Abadía de Campsey, 5.5.1377[4][5]), casada primero con Guillermo de Burgh, conde de Úlster (* 1312 – †1333) y luego con Ralph de Ufford.

- Juana (* 1312 – † 6.2.1345), casada con Lord Juan de Mowbray († 1361).

- Isabel (* 1317 – † 1.2.1347), abadesa de Amesbury.[6]

- Leonor (* Castillo de Grismond, 1318 – † Castillo de Arundel, 11.1.1372), casada primero con Juan, Lord Beaumont (* 1318 – † 1342) y luego con Richard FitzAlan, X conde de Arundel (* 1313 – † 1375).

- María (* 1321 – † 1.9.1362), casada con Lord Enrique Percy (* 1320 – † 1368); su hijo, Enrique Percy, será el I conde de Northumberland.